# Guge

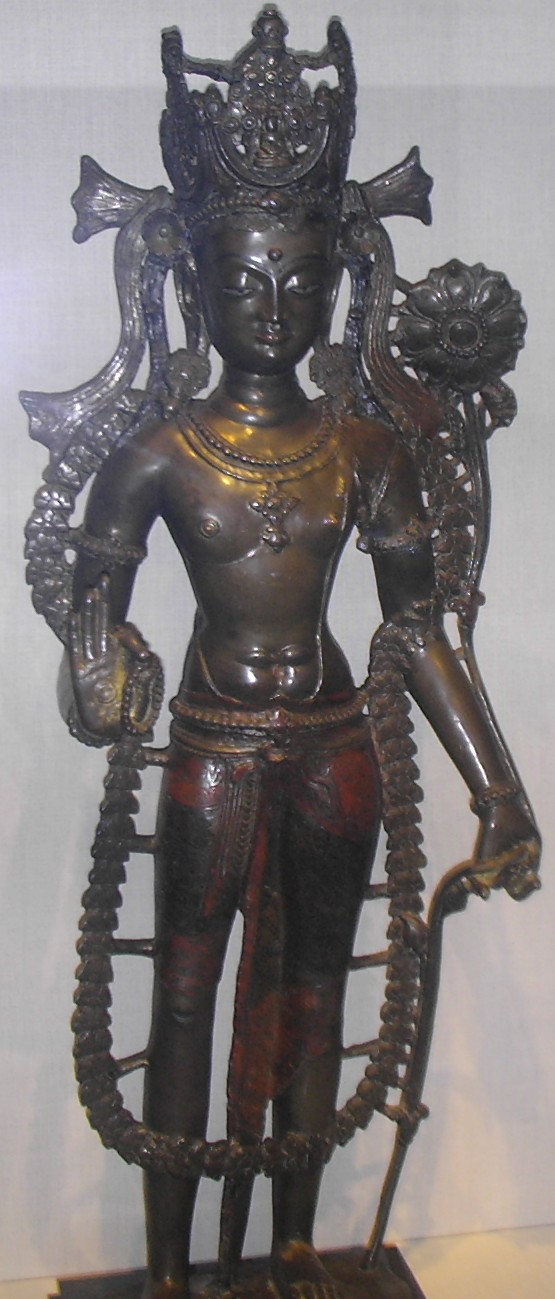
Statua in lega di ottone del bodhisattva Avalokiteśvara, Guge, c. 1050 CE.

Guge (tib=གུ་གེ་|w=gu ge) era un antico regno del Tibet occidentale, con centro in quella che attualmente è la Contea di Zanda nella Prefettura di Ngari. In diversi momenti della storia dopo il X secolo esso ha esercitato il proprio potere su una vasta area comprendente lo Zanskar sud orientale, l'Alto Distretto di Kinnaur e la Valle dello Spiti, come zone sia conquistate sia tributarie. Le rovine dell'antica capitale si trovano a Tsaparang, nella valle dello Sutlej, non lontano dal Monte Kailash e 1900 km a ovest di Lhasa.

## Storia
Il regno di Guge è stato fondato nel X secolo. Le sue capitali erano site a Tholing e Tsaparang. Nyi ma mgon, bisnipote di Langdarma, ultimo monarca dell'Impero tibetano, lasciò in condizioni malsicure lo Ü-Tsang nel 910, fondando un regno in quella che ora è la Prefettura di Ngari (Tibet occidentale) nel o dopo il 912, annettendosi Burang e Guge e stabilendo qui la sua capitale.
Successivamente Nyi ma mgon divise il suo territorio in tre parti. Il suo figlio maggiore, dPal gyi mgon divenne signore di Mar-yul (Ladakh), il secondo, bKra shis mgon, ricevette Guge-Puhrang e il terzo, lDe gtsug mgon, ricevette Zanskar. A bKra shis mgon succedette il figlio Srong nge o Yeshe-Ö (947–1024 o 959–1036), eminente figura del buddismo. A suo tempo un lotsāva (traduttore di testi canonici) di Guge noto con il nome di Rinchen Zangpo (958–1055), dopo avere studiato in India tornò alla terra natia come monaco onde promuovervi il buddismo. Unito allo zelo di Ye shes Ö, ciò determinò l'inizio di una nuova diffusione dell'insegnamento buddista nel Tibet occidentale. Nel 988 Ye shes Ö prese i voti religiosi e lasciò il trono al fratello minore Khor re.

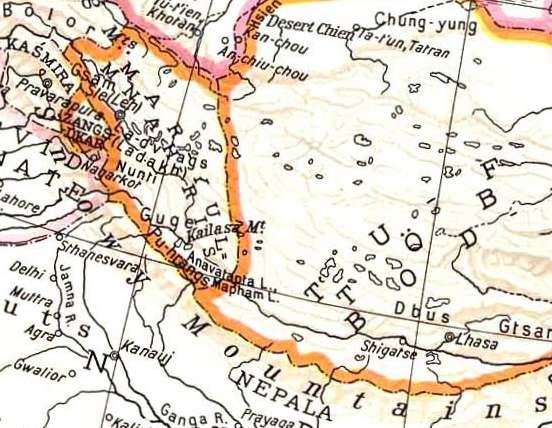
Guge in Maryul durante il secolo XI

Secondo la storiografia più tarda, i turchi Qarluq fecero prigioniero il re di Guge Ye shes Ö durante una guerra. L'episodio occupa una posizione di preminenza negli scritti di storia del Tibet. I Qarluq gli offrirono la libertà se avesse rinunciato al buddismo, ma lui si rifiutò. Al che, in cambio della sua liberazione fu chiesto il suo peso in oro. Il suo giovane congiunto Byang chub Ö andò a trovarlo in prigione con una piccola scorta, ma Ye shes Ö lo ammonì di non usare l'oro disponibile per il riscatto, ma caso mai di invitare l'eminente saggio Mahayana Atiśa (982–1054). Ye shes Ö finì con il morire in prigione per effetto dell'età e dei maltrattamenti. La vicenda è però storicamente dibattuta per le sue incongruenze cronologiche.
Nel 1037 il nipote più adulto di Khor re rimase ucciso in un conflitto con i Karakhanidi venuti dall'Asia centrale, che successivamente devastarono Ngari. Suo fratello Byang chub Ö (984–1078), un monaco buddhista, assunse il potere come sovrano secolare. Fu lui a invitare Atiśa in Tibet nel 1040, dando così il via alla cosiddetta fase Chidar (Phyi-dar) del buddismo in Tibet. Il figlio di Byang chub Ö, rTse lde, fu assassinato dal nipote nel 1088. L'evento segnò la frantumazione del regno Guge-Purang, dal momento che uno dei suoi fratelli fu designato re separato di Purang. Il nipote usurpatore dBang lde continuò la dinastia reale in Guge.
Una nuova invasione karakhanide di Guge ebbe luogo prima del 1137, costando la vita al sovrano, bKra shis rtse. Più avanti nello stesso secolo il regno fu temporaneamente diviso. Nel 1240 il khagan dei mongoli conferì, almeno nominalmente, l'autorità sulla zona di Ngari al Monastero di Drigung nell'Ü-Tsang.
Grags pa lde fu un sovrano importante, capace di unificare l'area di Guge intorno al 1265, soggiogando il connesso regno di Ya-ts'e (Regno Khasa). Dopo la sua morte, avvenuta nel 1277, Guge fu dominato dal regime monastico Sakya. Dopo il 1363, con il declino della mongola Dinastia Yuan e con essa dei loro protetti Sakya, Guge trovò nuova forza, tanto che nel 1378 si impadronì di Purang. Dopo di ciò Purang fu contesa tra Guge e il Mustang, finendo però per essere integrato nel primo. Alla fine del XIV secolo Guge sottomise brevemente anche il Ladakh. Dal 1499 il re di Guge dovette però riconoscere la sovranità della Dinastia Rinpungpa del Tsang. il XV e XVI secolo furono segnati da una notevole attività di costruzioni buddiste da parte dei re, che esibirono spesso la loro devozione ai leader Gelug successivamente noti come Dalai Lama.

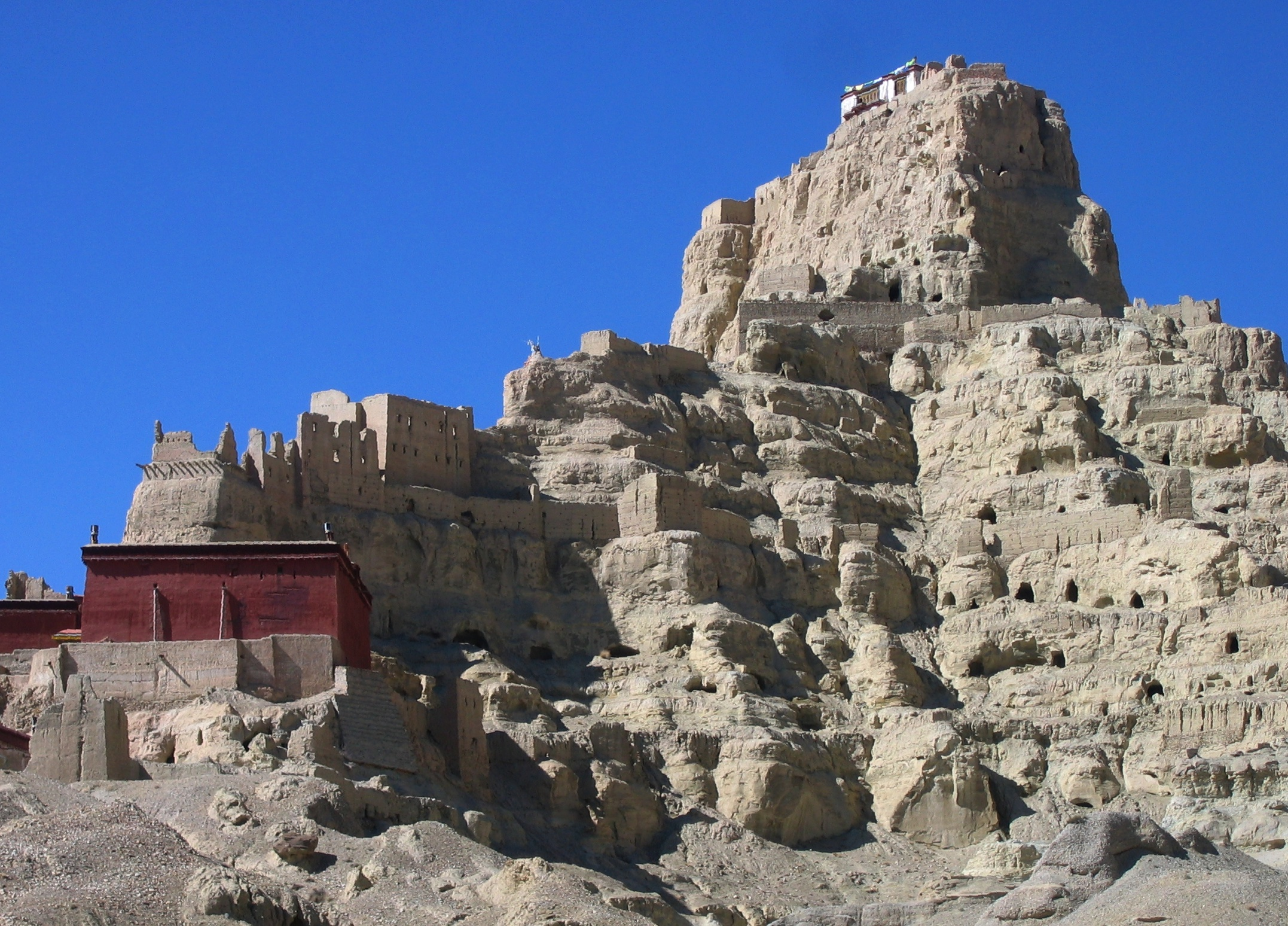
Tsaparang, le rovine dell'antica capitale di Guge

I primi occidentali a raggiungere Guge furono nel 1624 il missionario gesuita portoghese António de Andrade e il suo accompagnatore, frate Manuel Marques. De Andrade riferì di aver visto canali di irrigazione e ricche messi in quella che adesso è una terra arida e desolata. Forse a prova dell'apertura del regno, a de Andrade fu consentito di costruire una cappella a Tsaparang e di erudire i locali sul Cristianesimo. Da una lettera di de Andrade si apprende che alcuni comandanti militari si ribellarono e chiamarono i ladakhi per rovesciare il sovrano. Da molti anni vi erano frizioni tra Guge e il Ladakh, per cui l'invito fu accolto nel 1630, e le forze ladakhi posero l'assedio alla quasi impenetrabile Tsaparang. Il fratello del re, che era un capo lama e quindi un devoto buddista, consigliò il sovrano filocristiano di arrendersi in cambio della condizione di sovrano tributario, consiglio subdolo che fu alla fine accettato. Fonti tibetane suggeriscono che la popolazione di Guge sia stata mantenuta nel suo precedente stato. Secondo una leggenda l'esercito ladakhi avrebbe invece massacrato la maggior parte di tale popolazione, di cui riuscirono a sopravvivere soltanto 200 membri che si rifugiarono a Qulong. L'ultimo re, Khri bKra shis Grags pa lde, fu condotto prigioniero con la sua famiglia in Ladakh, dove morì. Il fratello lama del re fu ucciso dai ladakhi. Più tardi l'ultimo discendente maschio della dinastia si trasferì a Lhasa, dove morì nel 1743.
Tsaparang e il regno di Guge furono successivamente conquistati nel 1679–80 dal governo centrale tibetano stanziato a Lhasa sotto la guida del Quinto Dalai Lama, e i ladakhi furono scacciati.
Gli archeologi sono tornati ad avere notizia di Guge negli anni Trenta del Novecento attraverso il lavoro di Giuseppe Tucci, riguardante soprattutto gli affreschi della zona. Lama Anagarika Govinda e Li Gotami Govinda hanno visitato il regno di Guge, comprese Tholing e Tsaparang, nel 1947–1949. Il loro viaggio nel Tibet centrale e occidentale è raccontato tramite straordinarie foto in bianco e nero.

## Sovrani
Un elenco dei sovrani di Guge e del connesso regno Ya-ts'e (Khasa) è stato redatto dai tibetologi Luciano Petech e Roberto Vitali
A. Antenati reali della dinastia Tubo.
- Ö srungs (in Central Tibet 842–905) figlio di Glang Darma
- dPal 'Khor btsan (in Central Tibet 905–910) figlio
- sKyid lde Nyi ma mgon (in Ngari Korsum, c. 912–?) figlio
- dPal gyi mgon (riceve il Ladakh nel X secolo) figlio
- lDe gtsug mgon (riceve Zanskar nel X secolo) fratello

B. Re di Guge e Purang.
- bKra shis mgon (riceve Guge e Purang circa 947) fratello
- Yeshe-Ö|Srong nge Ye shes Ö (?–988 o 959–1036) figlio
- Nagaraja (leader religioso, m. 1023) figlio
- Devaraja (leader religioso, d. 1026) fratello
- Khor re (988–996) zio
- Lha lde (996–1024) figlio
- Ö lde btsan (1024–1037) figlio
- Byang chub Ö (1037–1057) fratello
- Zhi ba Ö (leader religioso, m. 1111) fratello
- Che chen tsha rTse lde (1057–1088) figlio di Byang chub Ö

C. Re di Ya-ts'e.
- Naga lde (inizi XII secolo)
- bTsan phyug lde (metà XII secolo)
- bKra shis lde (XII secolo)
- Grags btsan lde (XII secolo) fratello di bTsan phyug lde
- Grags pa lde (Kradhicalla) (circa 1225)
- A sog lde (Ashokacalla) (circa 1255–1278) figlio
- 'Ji dar sMal (Jitarimalla) (circa 1287–1293) figlio
- A nan sMal (Anandamalla) (tardo XIII secolo) fratello
- Ri'u sMal (Ripumalla) (circa 1312–1214) figlio
- San gha sMal (Sangramamalla) (inizi XIV secolo) figlio
- Ajitamalla (1321–1328) figlio di Jitarimalla
- Kalyanamalla (XIV secolo)
- Pratapamalla (XIV secolo)
- Pu ni sMal (Punyamalla) (circa 1336–1339) della casa reale di Purang
- sPri ti sMal (Prthivimalla) (circa 1354–1358) figlio

D. Re di Guge.

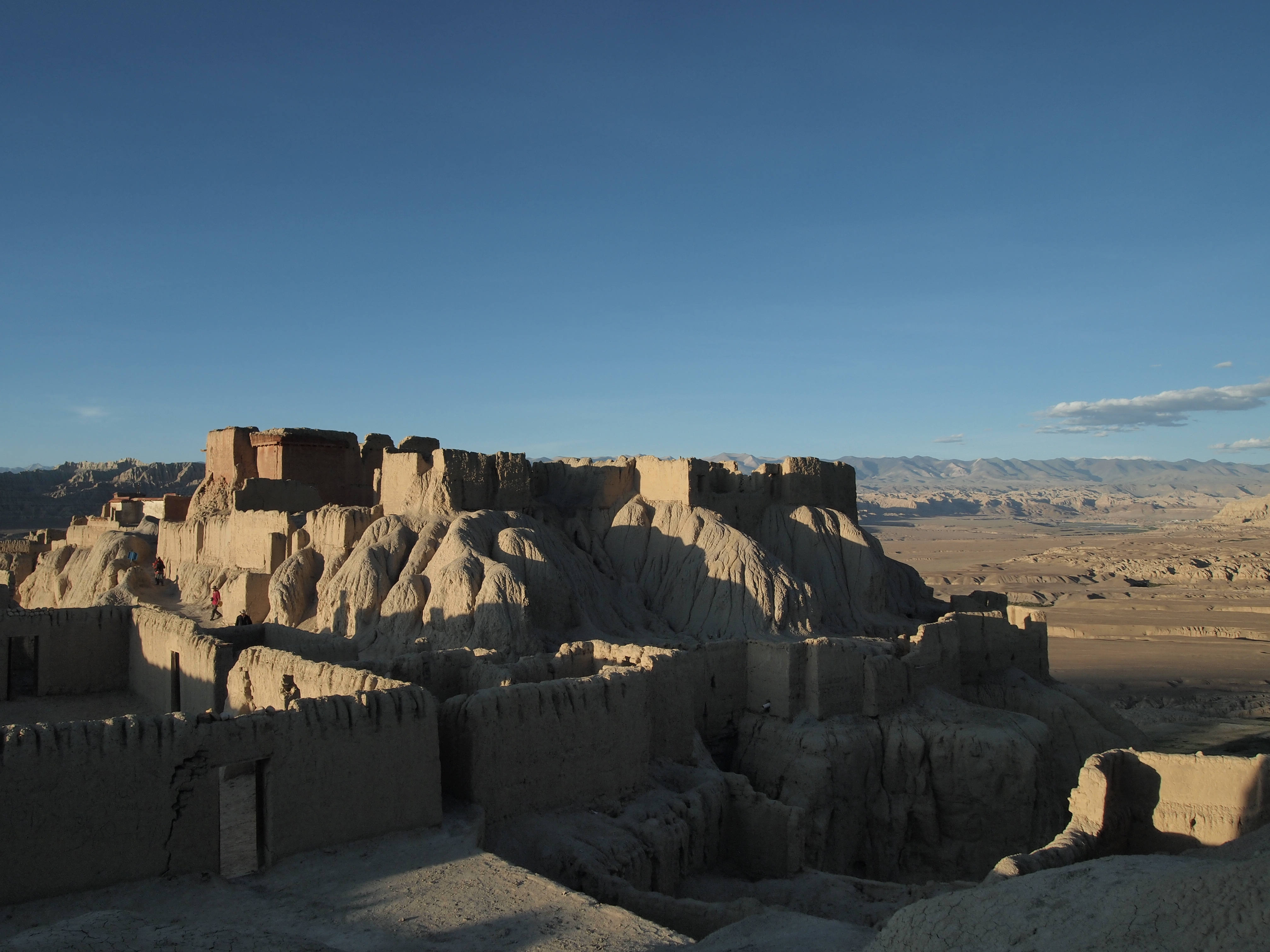
Rovine di Tsaparang.

- Bar lde (dBang lde) (1088 – c. 1095) nipote di Che chen tsha rTse lde
- bSod nams rtse (c. 1095 – inizi XII secolo) figlio
- bKra shis rtse (prima del 1137) figlio
- Jo bo rGyal po (reggente, metà XII secolo) fratello
- rTse 'bar btsan (XII secolo) figlio di bKra shis rtse
- sPyi lde btsan (XII secolo) figlio
- rNam lde btsan (XII/XIII secolo) figlio
- Nyi ma lde (XII/XIII secolo) figlio
- dGe 'bum (XIII secolo) probabilmente un outsider
- La ga (morto c. 1260) di origine straniera
- Chos rgyal Grags pa (c. 1260–1265)
- Grags pa lde (c. 1265–1277) principe di Lho stod
- sovrani sconosciuti
- rNam rgyal lde (c. 1396 – 1424) figlio di un sovrano di Guge
- Nam mkha'i dBang po Phun tshogs lde (1424–1449) figlio
- rNam ri Sang rgyas lde (1449–?) figlio
- bLo bzang Rab brtan (morto c. 1485) figlio
- sTod tsha 'Phags pa lha (c. 1485 – dopo il 1499) figlio
- Shakya Ö (inizi XVI secolo) figlio
- Jig rten dBang phyug Pad kar lde (circa 1537–1555) figlio?
- Ngag gi dBang phyug (XVI secolo) figlio
- Nam mkha dBang phyug (XVI secolo) figlio
- Khri Nyi ma dBang phyug (tardo XVI secolo) figlio
- Khri Grags pa'i dBang phyug (c. 1600) figlio
- Khri Nam rgyal Grags pa lde (circa 1618) figlio
- Khri bKra shis Grags pa lde (prima del 1622–1630) figlio
- Regno conquistato dal Ladakh (1630)
- Regno successivamente conquistato dal Tibet sotto il Quinto Dalai Lama (1679–1680)